# Oospila lilacina
Oospila lilacina là một loài bướm đêm trong họ Geometridae.